# Йозеф Август Австрійський
Ерцгерцог Йозеф Август Віктор Клеменс Марія Австрійський (нім. Erzherzog Joseph August Viktor Klemens Maria von Österreich; угор. József Ágost Viktor Kelemen Mária; 9 серпня 1872 — 6 липня 1962) — австро-угорський військовий і державний діяч, останній австрійський фельдмаршал, останній палатин Угорського Королівства (1905—1918), регент Угорщини в 1918 і 1919 роках.

## Біографія
Ерцгерцог Йозеф Август був старшим сином ерцгерцога Йозефа Карла (1833—1905) і ерцгерцогині Клотільди, уродженої принцеси Саксен-Кобург-Готської (1846—1927). Належав до так званої «угорської» гілки династії, був онуком угорського палатина Йозефа і племінником останнього палатина Стефана Франца, а також троюрідним братом імператора Франца Йозефа I і фельдмаршала ерцгерцога Фрідріха.

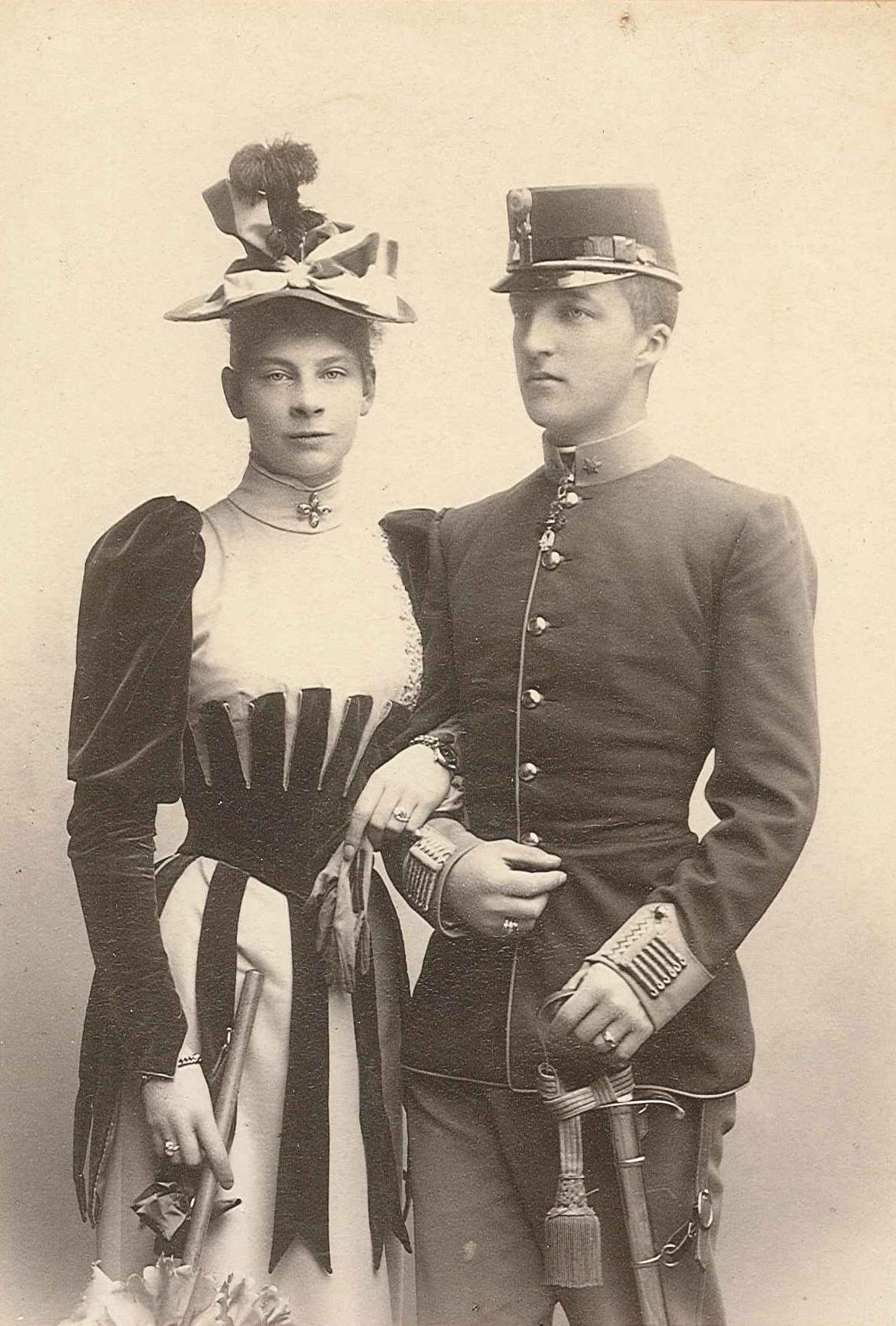
Ерцгерцог Йозеф з дружиною.

15 листопада 1893 року у Мюнхені ерцгерцог Йозеф одружився з принцесою Августою Марією Луїзою (1875—1964), дочкою Леопольда Баварського і його дружини австрійської ерцгерцогині Гізели. По материнській лінії Августа була онукою імператора Франца Йосифа I і імператриці Єлизавети. У шлюбі народилися шестеро дітей.
Жив переважно в Будапешті і своєму маєтку Альчут. У 1936-44 роках обіймав посаду президента Угорської академії наук. В кінці 1944 року, коли радянські війська окупували Угорщину, ерцгерцог Йозеф переїхав в США.
Пізніше повернувся до Німеччини і проживав у своєї сестри княгині Маргарити Турн-унд-Таксіс в Регенсбурзі.
У 1957—1962 роках очолював угорський лицарський Орден Витязя.

## Військова кар'єра

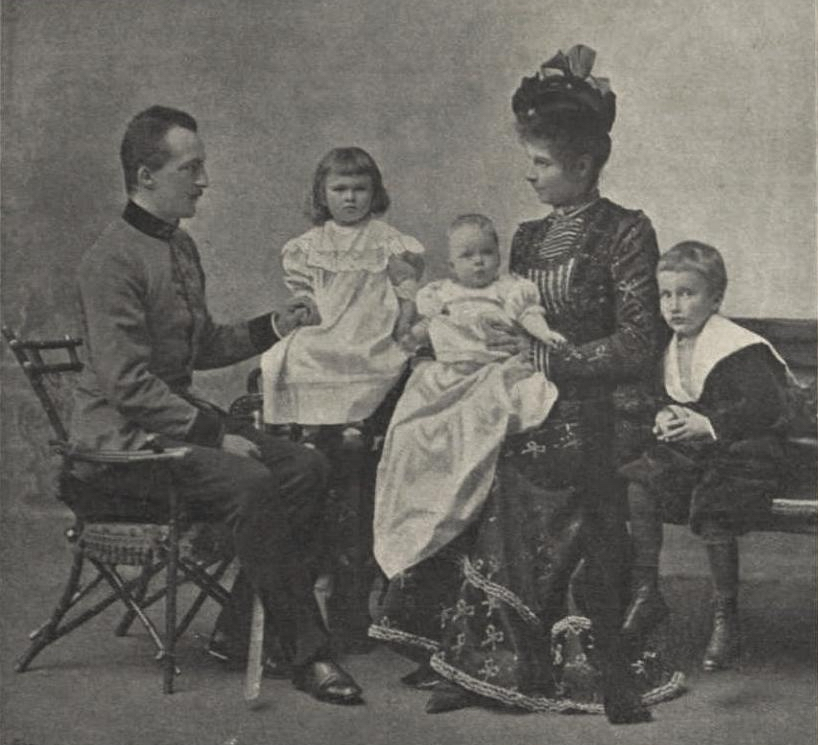
Ерцгерцог Йозеф з дружиною та дітьми: Йозефом Францем, Гізелою і Софією (1910)

Вступив на службу 26 квітня 1890 року лейтенантом 1-го піхотного полку. У 1893 році переведений в 72-й піхотний полк. У 1894 переведений в 6-й драгунський. У 1902 році за власним бажанням перейшов в 1-й гонведний гусарський полк (з липня 1904 призначений його командиром). Командуючи 31-ю піхотною дивізією, він одночасно вивчав право в Будапештському університеті.
Під час Першої світової війни під керівництвом Йозефа перебуває 7-й корпус, який воював в Галичині. Після вступу у війну Італії в 1915 році воював на італійському фронті. У 1916 році взяв участь в операціях проти румунських військ в Трансільванії. З 15 січня 1918 року призначений командувачем 6-ю армією на італійському фронті, з 15 липня 1918 року — командувачем групою армій «Ергцерцог Йозеф Август». 27 жовтня 1918 року ерцгерцог покинув пост командувача.

## Політична діяльність
Після розпаду Австро-Угорщини 27 жовтня 1918 імператор Карл I призначив Йозефа Августа регентом Угорщини. Але вже через кілька днів затверджений регентом уряд був повалений в ході «революції айстр», а сам він поїхав в свій маєток Альчут. Влітку 1919 року, після падіння Угорської Радянської республіки ерцгерцог знову став регентом, але вже 23 серпня склав із себе повноваження. Одним з виданих розпоряджень в цей період стало призначення адмірала Міклоша Горті на посаді командувача угорської армії. Пізніше політикою ерцгерцог не займався.

## Родина
Дружина — Августа Марія Луїза (1875—1964), дочка Леопольда Баварського
Діти:
- Йозеф Франц (1895—1957) — одружений з принцесою Анною Саксонською, мав 8 дітей
- Гізела Августа (1897—1901) — померла в дитинстві
- Софія Клементина (1899—1978) — одруженою не була, дітей не мала
- Ладіслас Луїтпольд (1901—1946) — одруженим не був, дітей не мав, помер в психіатричній клініці
- Маттіас Йозеф (1904—1905) — помер в дитинстві
- Магдалена Марія (1909—2000) — одруженою не була, дітей не мала.

## Нагороди

### Австро-Угорщина
- Орден Золотого руна (24 березня 1891)
- Маріанський хрест (1895)
- Ювілейна пам'ятна медаль 1898
- Хрест «За військові заслуги» (Австро-Угорщина)
  - 3-го класу (29 травня 1905)
  - 1-го класу з військовою відзнакою і мечами (1916)
- Ювілейний хрест
- Медаль «За військові заслуги» (Австро-Угорщина)
  - бронзова (20 вересня 1911)
  - срібна (5 серпня 1917)
- Орден Леопольда (Австрія), великий хрест з військовою відзнакою (1915)
- Почесний знак Австрійського Червоного Хреста
  - 1-го класу з військовою відзнакою (1915)
  - військова зірка (1917)
- Військовий Хрест Карла (березень 1917)
- Військовий орден Марії Терезії, командорський хрест (17 серпня 1917)
- Золота медаль «За хоробрість» (Австро-Угорщина) (1927)

### Болгарське царство
- Орден «Святий Олександр», великий хрест (1905)
- Орден «Святі Кирило та Мефодій» (1912)

### Прусське королівство
- Орден Червоного орла
  - 1-го класу (1906)
  - великий хрест
- Орден Чорного орла
- Залізний хрест
  - 2-го класу (1915)
  - 1-го класу (1916)
- Pour le Mérite з дубовим листям
  - орден (30 травня 1917)
  - дубове листя (26 березня 1918)

### Угорське королівство
- Орден Витязя (1920) — перший нагороджений.
- Пам'ятна військова медаль (Угорщина) з мечами

### Інші країни
- Орден Святого Йосипа, великий хрест (Велике герцогство Вюрцбурзьке; 1897)
- Орден Портрету Володаря (Іран; 1900)
- Королівський Вікторіанський орден, великий хрест (Британська імперія; 1908)
- Орден Карлоса III, великий хрест (Іспанія; 1909)
- Срібна і золота медаль «Імтіяз» (Османська імперія; 1916)
- Орден Святого Стефана (Тоскана), великий хрест (15 березня 1918)
- Орден «За військові заслуги» (Баварія), великий хрест з мечами

## Вшанування пам'яті
- Іменем ерцгерцога названий діамант «Ерцгерцог Йозеф» вагою 76 каратів, який йому належав. В 2012 році діамант був проданий з аукціону за рекордну для безбарвних діамантів суму в $ 21.5 млн.